# Ратево
Ратево (макед. Ратево) — село в Республике Македония, входит в общину Берово.
Село расположено в историко-географическом регионе Малешево, к югу от административного центра общины — города Берово и востоку от государственной границы с  Болгарией. Высота над уровнем моря — 972 м.

## История
В справочнике Ethnographie des Vilayets d'Andrinople, de Monastir et de Salonique (Этнография вилаетов Адрианополь, Монастир и Салоники) изданном в Константинополе на французском языке в 1873 году, село указано, как Ратово, в котором было 90 домохозяйств и население 360 жителей — болгар. В 1900 году здесь проживало 560 болгар (македонцев)—христиан и 130 цыган. В 1905 году 640 жителей села были прихожанами церкви Болгарской екзархии, в селе была школа.
В окрестностях Ратево расположен ряд археологических объектов:
- городище Градиште I (см. на македонск.)
- городище Градиште II (см. на македонск.)
- селище Грамади (см. на македонск.)
- селище Жизница (см. на македонск.)
- древнехристианская базилика Манастир (см. на македонск.)
- курган позденеантичной эпохи — Слатина (см. на македонск.)

## Население
Этническая структура населения в селе по переписи населения 2002 года:
- македонцы — 844 жителя.